# Memorial de Agravios (1885)

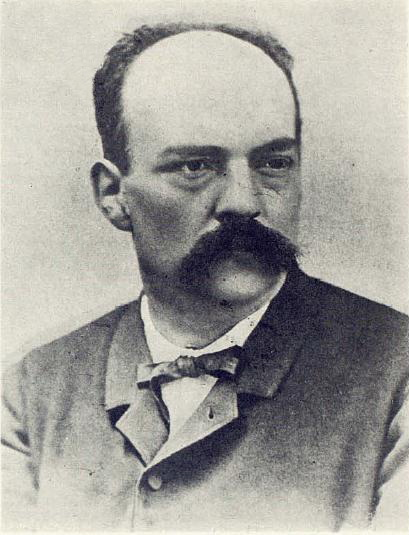
Valentí Almirall, principal redactor del Memorial

El Memorial de Greuges (catalán) o Memorial de Agravios (español) es el nombre con el que fue conocida popularmente la Memoria en defensa de los intereses morales y materiales de Cataluña, enviada al rey Alfonso XII de España en 1885 al estilo de las antiguas reclamaciones (greuges) de las Cortes Catalanas.

## Historia
En enero de 1885 se reunieron en la Lonja de Barcelona miembros de grupos catalanistas, como el Centre Català, la Academia de la Llengua Catalana y la Associació Excursionista de Catalunya, junto con representantes de la patronal Fomento del Trabajo Nacional y del Ayuntamiento de Barcelona para tratar dos cuestiones que preocupaban en Cataluña, especialmente a sus clases dirigentes: la posible firma de un tratado comercial con Gran Bretaña que podría abrir el mercado español a los productos textiles ingleses; y el debate en las Cortes de Madrid del nuevo Código civil que podría dejar fuera el derecho civil catalán, lo que ya había provocado la protesta del diputado y jurista conservador Manuel Duran y Bas, respaldada por unos 4.000 propietarios que habían enviado un escrito a las Cortes. En la reunión se acordó formar dos comisiones: una que se encargaría de redactar un memorial dirigido al rey Alfonso XII y otra que gestionaría el viaje y estancia en Madrid de las personas designadas para presentarlo en la Corte.
La comisión encargada de redactar el Memorial estaba formada por nueve personas, entre ellas Valentí Almirall —promotor del Primer Congreso Catalanista celebrado en 1880 y del que surgiría el Centre Català—, a quien se atribuye la mayor parte del mismo, ya que en él aparece reflejada la idea, a la que Almirall volvería en escritos posteriores, de que la falta de entendimiento entre Cataluña y el Estado se debía al conflicto del elemento étnico castellano, al que su herencia arábiga aportaba «su afán de generalización, su apasionamiento por las ideas abstractas y su afición por la magnificencia de las formas», y el catalán, «individualista y amigo de lo positivo». A continuación se reivindicaba la lengua catalana —que cuenta con «obras de empeño en casi todos los ramos»— y se lamentaba la decadencia de Cataluña desde los Reyes Católicos y sobre todo tras la «catástrofe del tiempo de D. Felipe V». Después se defendía el proteccionismo y el derecho catalán, para concluir diciendo:

¿Cómo salir de tal estado? Solo hay un camino justo y conveniente a un tiempo. El que se desprende de todas las páginas de esta Memoria: abandonar la vía de la absorción y entrar de lleno en la de la verdadera libertad. Dejar de aspirar a la uniformidad para procurar la armonía de la igualdad con la variedad, o sea la perfecta Unión entre las varias regiones españolas [...]
2.ª La unificación del derecho civil no es indispensable a los fines del Estado. Cuando existen en el país grupos o razas de distinto carácter, cuya variedad casualmente se demuestra en la existencia de legislaciones distintas y aún diversas, la unifiación, lejos de ser útil, es perjudicial a la misión civilizadora del Estado.

El Memorial fue presentado en Barcelona en un acto durante el cual pronunció un discurso Joaquim Rubió y Ors y después fue llevado a Madrid por una nutrida comisión que fue recibida  por el rey Alfonso XII el 10 de marzo de 1885. Actuó como portavoz el exdiputado conservador Mariano Maspons quien habló del «sistema ya seguido en España en los días de nuestra grandeza» y propuso una relación especial entre el rey y Cataluña fuera del marco de la Constitución, siguiendo el modelo del Imperio Austro-húngaro. De hecho aseguró en su discurso que no había intenciones de romper la legalidad constitucional ni la unidad territorial en el Memorial.

Conocemos perfectamente, Señor, las obligaciones que a la regia prerrogativa impone el sistema constitucional y por que lo conocemos, no formulamos en la exposición y Memoria petición alguna que pueda contrariar los preceptos constitucionales. Pero, por lo mismo, conocemos lo que a la iniciativa de V. M. deja la Constitución, nos permitimos rogarle que fije la atención en estos documentos.

No tenemos, Señor, la pretensión de debilitar, ni mucho menos atacar la gloriosa unidad de la patria española ; antes por el contrario, deseamos fortificarla y consolidarla : pero entendemos que para lograrlo no es buen camino ahogar y destruir la vida regional para substituirla por la del centro, sino que creemos que lo conveniente al par que justo, es dar expansión, desarrollo y vida espontánea y libre a las diversas provincias de España para que de todas partes de la península salga la gloria y la grandeza de la nación española.

La muerte del rey seis meses después hizo que el Memorial no tuviera ningún efecto.
Sin embargo constituyó el primer acto político del catalanismo político, cuya primera formulación completa fueron las Bases de Manresa de 1892.